# Będzino (gemeente)
De gemeente Będzino is een landgemeente in Polen. Aangrenzende gemeenten:
- Koszalin (powiat Grodzki)
- Biesiekierz, Mielno en Sianów (powiat Koszaliński)
- gemeente Karlino (powiat Białogardzki)
- Dygowo en Ustronie Morskie (powiat Kołobrzeski)

De zetel van de gemeente is in dorp Będzino.
De gemeente beslaat 10,8% van de totale oppervlakte van de powiat.

## Demografie
De gemeente heeft 14,5% van het aantal inwoners van de powiat.

## Plaatsen
- Będzino (DuitsAlt Banzin, dorp)

Administratieve plaatsen (sołectwo) van de gemeente Będzino:
- Będzinko, Dobiesławiec, Dobre, Dobrzyca, Jamno, Kiszkowo, Kładno, Komory, Łabusz, Łękno, Mścice, Popowo, Skrzeszewo, Słowienkowo, Smolne, Strachomino, Strzepowo, Strzeżenice, Śmiechów-Borkowice, Tymień, Uliszki, Wierzchominko en Wierzchomino.

Zonder de status sołectwo : Barnin, Barninek, Dobre Małe, Dworek, Kazimierz Pomorski, Łasin Koszaliński, Łopienica, Łubniki, Mączno, Miłogoszcz, Pakosław, Pleśna, Podamirowo, Podbórz, Przybyradz, Stoisław, Strzeżnice, Świercz, Wiciąże Pierwsze, Zagaj, Ziębrze.